# (145480) 2005 TB190
(145480) 2005 TB190 – planetoida transneptunowa należąca do dysku rozproszonego.
Planetoida ta została odkryta 11 października 2005. Nie ma jeszcze nazwy własnej, a jedynie oznaczenie tymczasowe i stały numer.
(145480) 2005 TB190 okrąża Słońce w ciągu około 668 lat w średniej odległości około 76,4 j.a.